# Leão Saracenópulo
Leão Saracenópulo (em grego: Λέων Σαρακηνόπουλος; romaniz.: Léon Sarakenópoulos; fl. década de 970) foi um comandante militar bizantino do século X que esteve ativo no nordeste dos Bálcãs.

## Vida

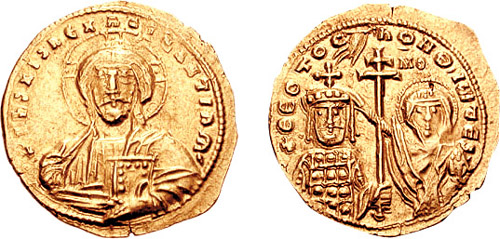
Histameno de João I Tzimisces

Leão Saracenópulo aparece pela primeira vez em 971, no final da Guerra rus'-bizantina de 970-971, quando foi nomeado pelo imperador João I Tzimisces (r. 969–976) como governador militar (estratego) de Drístra/Dorostolo (moderna Silistra) sobre o Danúbio. Antes disso, Saracenópulo havia sido comandante (doméstico) do regimento de elite (tagma) dos Hicanátos. Em algum momento antes de 975, sua província foi estendida e também ele também recebeu controle sobre a antiga capital búlgara de Preslav (renomeada Joanópolis por Tzimisces). Leão mudou seus quarteis para Preslav, onde um grande número de selos, portando seu título inteiro de "protoespatário e estratego de Joanópolis e Drístra" foram descobertos.
Desta posição, Saracenópulo supervisionou um grande programa de fortificações em Dobruja, para salvaguardar a região de outro ataque rus'. Os prolongadamente abandonados fortes romanos da antiga fronteira foram reocupados e restaurados, e instalações novas foram criadas. Logo depois de 976, quando a revolta dos irmãos Cometópulos eclodiu, Saracenópulo recebeu o comando conjunto de Joanópolis e do antigo Tema da Trácia, provavelmente de modo a conter a rebelião. Nisso ele falhou, e foi reconvocado para Constantinopla em ca. 979. Lá, foi elevado para o posto de patrício como consolação e recebeu a posição de conde do estábulo, enquanto em data posterior, segundo seus selos, também recebeu o posto de protoestrator.